# 歌舞伎町的女王
《歌舞伎町的女王》（日语： Kabukichō no Jo-ō，Queen of Kabuki-cho）是日本音樂家椎名林檎的第二張單曲，由東芝EMI／East World於1998年9月9日發行。在跨業合作部分，A面歌曲「歌舞伎町的女王」是日本三得利公司‘Suntory The Cocktail Bar Mimosa - Cracker - ’廣告主題曲。
在單曲銷售成績方面，本張單曲在日本Oricon銷售榜上最高位居單週第50名。而在日本唱片協會所公佈的RIAJ數位下載榜中，歌曲「歌舞伎町的女王」最高曾名列單週第61名。在銷售認證上，歌曲「歌舞伎町的女王」的數位下載突破10萬次，在2011年6月通過日本唱片協會認定為金唱片。

## 單曲概要
《歌舞伎町的女王》是椎名林檎繼1998年5月發表《幸福論》後，睽違三個月的新單曲。而這首歌曲也被椎名林檎認為是地下藝術的代表作。
歌曲「歌舞伎町的女王」是椎名林檎以在歌舞伎町賣身女人的日常生活為概念的創作，但椎名林檎在當時根本還沒去過歌舞伎町，因此歌詞的內容大多是虛構的。而這也是椎名林檎目前的單曲中，唯一一個歌曲的歌詞內容是虛構的。除了歌詞是虛構的以外，單曲封面和「歌舞伎町的女王」的音樂錄影帶也不是在歌舞伎町所拍攝，前者是在新宿黃金街所拍攝，後者則於池袋附近的法明寺錄製。
日後，椎名林檎也表示歌曲「歌舞伎町的女王」其實是出道作品的選項之一。但在唱片公司高層壓力之下，她只好接受唱片公司選擇「幸福論」當作出道作品的事實。
在單曲發售時程上，本張單曲於1998年9月9日在日本發行，台灣則是等到2000年8月1日才發行單曲。之後，於2006年2月1日開始接受歌迷全曲下載的服務。
最後，在單曲銷售成績方面，本張單曲在日本Oricon銷售榜上最高曾以5千張的銷售量位居單週第50名，總計在Oriocn銷售榜上榜16週，累積銷售達5.1萬張。而在日本唱片協會所公佈的RIAJ數位下載榜中，歌曲「歌舞伎町的女王」最高曾名列單週第61名。累積歌曲「歌舞伎町的女王」的數位下載突破10萬次，在2011年6月通過日本唱片協會認定為金唱片。而在2011年日本NTT公司舉行的「椎名林檎歷代單曲喜愛排行榜」調查中，歌曲「歌舞伎町的女王」以12%的選票，名列排行榜第三位。

### 音樂錄影帶

椎名林檎化身風塵女子彈琴

雖然歌舞伎町位於新宿，但歌曲「歌舞伎町的女王」的音樂錄影帶卻不是在那拍攝，而是於東京都豐島區池袋附近的法明寺錄製，導演是Usuihiroshi。本音樂錄影帶充斥著詭異的氣氛，椎名林檎還聽到她朋友說這個音樂錄影帶有點神祕的色彩。
而音樂錄影帶可以分成兩部分，一部分是死亡祭典，從椎名林檎一開始嗚呼的鏡頭，途中鞠躬示意的畫面，最後死亡祭典的鏡頭最為結為，另外一部分則是椎名林檎身著頹廢的裝扮，在大街上用自彈自唱的方式，述說著一位新宿歌舞伎町的風塵女子自述自己的心路歷程。此外，配合歌曲背景及歌詞映像，除了加入椎名林檎吹泡泡等表達歡樂街的意向，更加入了小孩隨地小便、女子哺乳，甚至是狗大便等特寫。最後，導演再將這兩部分的影像交互播放，同時也相互呼應，完成歌曲的音樂錄影帶。
雖然音樂錄影帶看起來時十分詭異與嚇人，不過椎名林檎卻表示在「本能」以前所拍攝的音樂錄影帶中，她最喜歡的就是「歌舞伎町的女王」。

### 跨業合作
- 「歌舞伎町的女王」

（三得利）‘The Cocktail Bar Mimosa -cracker-’的廣告主題曲

## 曲目
| 曲序     | 曲目                                | 词曲                            | {{{extra_column}}} | 时长 |
| -------- | ----------------------------------- | ------------------------------- | ------------------ | ---- |
| 1.       | 歌舞伎町的女王                      | 椎名林檎                        | 龜田誠治           | 2:51 |
| 2.       | Unconditional Love（翻唱曲）        | 辛蒂·羅波, T.Kelly, B.Steinberg | 龜田誠治           | 3:46 |
| 3.       | 實錄-於新宿~丸內虐待狂~歌舞伎町女王 | 椎名林檎                        | 龜田誠治           | 2:20 |
| 总时长： | 总时长：                            | 总时长：                        | 总时长：           | 8:57 |

### 曲目介紹
1. 歌舞伎町的女王（日語：歌舞伎町の女王）
  - 收錄於《無限償還》專輯中

此首歌的歌詞是取材自她18歲時的親身經歷[12]。故事是源自於椎名林檎剛從福岡到東京澀谷唱片行打工時，回家的路途上經過突然有ＳＭ俱樂部的皮條客要拉她去當女王，因此椎名林檎有感而發的寫出此首歌，描述淪落到歌舞伎町賣身的女人，每晚都讓不同男人享有自己的肉體，但女王逞強地表示不需要同情，也不需要愛情[6]。
曾經於《賣笑高潮》演唱會中，與齋藤毅（日语：斎藤ネコ）使用管弦樂團共譜新的樂章。
2. Unconditional Love（日語：アンコンディショナル・ラブ）
  - 收錄於《我．放電》專輯中

翻唱曲，原唱：辛蒂·羅波
由椎名林檎親自操刀，將原本歌詞變成翻譯的版本，而龜田誠治重新編曲。
3. 實錄-於新宿~丸內虐待狂~歌舞伎町女王（日語：実録 －新宿にて－　丸の内サディスティック～歌舞伎町の女王）
  - 無收錄於專輯

起初這首歌再新宿的街頭所錄製，但椎名林檎並不滿意這樣的內容，因此又在錄音室重新錄製，並加入走路聲、人聲等音效。同時這首歌則混合「丸內虐待狂」與「歌舞伎町女王」的曲子，前者則將收錄在首張專輯《無限償還》中。

## 演出人員及後製
| １歌舞伎町的女王 | ２Unconditional Love |

## 翻唱歌曲
- 甲斐祥弘（日语：甲斐よしひろ） - 收錄於專輯『10 Stories』（2007年）
- 斯科特·墨菲（日语：スコット・マーフィー） - 收錄於專輯『Guilty Pleasures 3』（2008年）
- D=OUT - 收錄於專輯『登龍門』（2009年）

## 銷售排行

### Oricon 銷售榜(日本)
《歌舞伎町的女王》12cm盤於09月9日發行單曲。發行首週，在日本公信榜Oricon的單曲榜1998年9月第3週付的榜單中以4,500張銷售量居單週第56名。同週第一名是銷售量突破18萬大關的偶像組合早安少女組。所發行的單曲「擁抱我HOLD ON ME!」，第二名是團體MAX的單曲「Grace of my heart」，第三名則是樂團「globe」的單曲「wanna Be A Dreammaker」三張單曲。總計《歌舞伎町的女王》總共在日本公信榜Oricon的單曲榜上榜16週，累積銷售達5.1萬張。
| 名稱                        | Oricon銷售榜 | 初登場 | 初登場 | 最高  | 最高   | 總銷售量 | 累積上榜次數 |
| 名稱                        | Oricon銷售榜 | 排 行  | 銷售量 | 排 行 | 銷售量 | 總銷售量 | 累積上榜次數 |
| --------------------------- | ------------ | ------ | ------ | ----- | ------ | -------- | ------------ |
| 1998年9月9日 歌舞伎町的女王 | 週銷售排行榜 | #56    | 40,00  | #50   | 45,00  | 50,450   | 16週         |
| 1998年9月9日 歌舞伎町的女王 | 月銷售排行榜 | -      | -      | -     | -      | 50,450   | 16週         |
| 1998年9月9日 歌舞伎町的女王 | 年銷售排行榜 | -      | -      | -     | -      | 50,450   | 16週         |

### 其他銷售榜
| 排行榜名稱            | 最高排名 |
| --------------------- | -------- |
| (日本) CDTV Top 100   | #61      |
| (日本) RIAJ數位下載榜 | #61      |

### 銷售認證
| 認證單位              | 銷量             |
| --------------------- | ---------------- |
| (日本) RIAJ：數位下載 | 金唱片 (100,000) |

## 發行歷史
| 國家 | 發行日期     | 發行形式       | 唱片公司            | 商品編號  |
| ---- | ------------ | -------------- | ------------------- | --------- |
| 日本 | 1998年9月9日 | CD             | 東芝EMI／East World | TOCT-4112 |
| 台灣 | 2000年8月1日 | CD(進口初回盤) | 東芝EMI／East World | TOCT-4112 |
| 台灣 | 2000年8月1日 | CD(台壓盤)     | 科藝百代            | -         |

## 脚注